# Compagnie des tramways électriques d'Ostende - Littoral
La Compagnie des Tramways électriques d'Ostende- Littoral est une compagnie créée en 1896 en Belgique, chargée de construire et exploiter un tramway électrique entre Ostende et Middelkerke puis Westende.

## Histoire
La compagnie est fondée à Anvers le 27 février 1896. Elle reçoit la concession d'une ligne de tramways électriques le 11 mars 1897 entre  Ostende et Middelkerke par le littoral. 
À l'origine du projet, se trouve le  colonel John Thomas North, sujet britannique. Il est associé dans cette entreprise avec la Société Anonyme Électricité et Hydraulique et la Compagnie mutuelle de tramways
La compagnie tombe en faillite en 1905.  La Société anonyme du Chemin de Fer électrique d'Ostende-Blankenberghe et ses extensions (CFOBE), assure dès lors, l'exploitation de la ligne.

## Lignes
- Ostende - Westende

Ostende - Mariakerke -  Middelkerke: ouverture 31 juillet 1897
Middelkerke - Westende  : ouverture 29 juin 1903